# Distrikt Halle

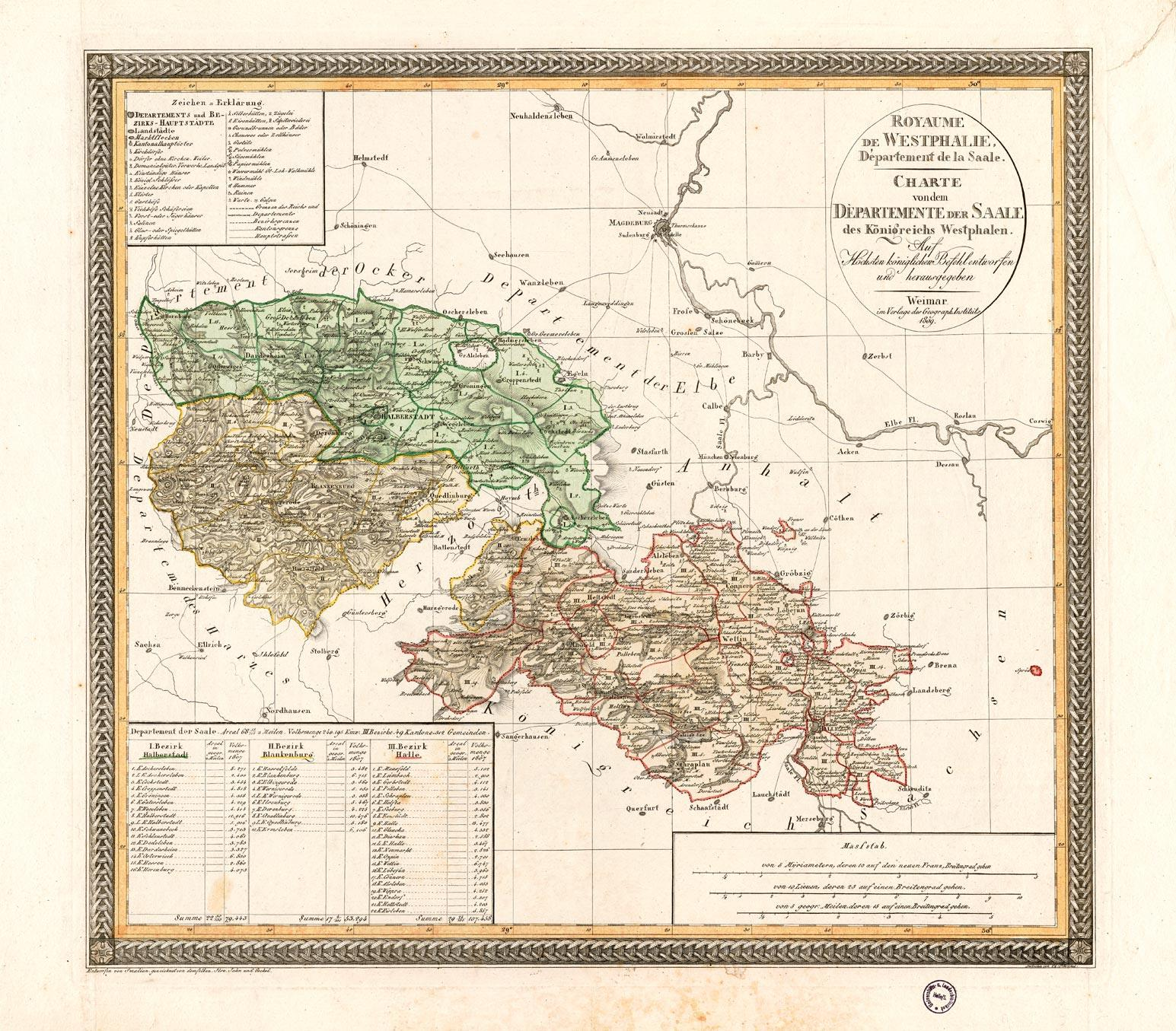
Distrikt Halle an der Saale und im Mansfelder Land (rot)

Der Distrikt Halle war eine Verwaltungseinheit im Departement der Saale im Königreich Westphalen. Er wurde durch das Königliche Dekret vom 24. Dezember 1807 gebildet und bestand bis 1813.

## Territorium
Hervorgegangen ist der Distrikt aus der Grafschaft Mansfeld, ohne die Stadt Artern sowie den Ämtern Artern, Bornstedt und Voigtstedt und dem Saalkreis des Herzogtums Magdeburg.
Im Distrikt mit dem Hauptort Halle lebten 1811 105.206 Menschen auf 33,29 mi². Er umfasste 13 Städte, drei Marktflecken, 17 Vororte, 253 Dörfer, 38 Weiler und 36 Einöden mit 16.898 Haushalten. Vom Glaubensbekenntnis waren 183 Menschen katholisch, 1493 reformiert und 111 jüdischen Glaubens. Der restliche Teil der Bevölkerung hatte ein evangelisches Glaubensbekenntnis.

## Organisation
Dem Distrikt stand ein Unterpräfekt vor. Der Unterpräfekt des Distrikts Halle wechselte während des Bestehens des Distrikts viermal. Die hier eingesetzten Beamten wurden alle in höhere Positionen versetzt. Die Unterpräfekten des Distrikts Halle waren:
- Johann August Wilhelm Frantz (11. Januar 1808–25. Oktober 1808) mit Generalsekretär Ludwig Friedrich von Westphalen
- Friedrich Wilhelm Culemann (?) (25. Oktober 1808–18. November 1808) mit demselben Sekretär
- Friedrich Ludwig von Schele (22. Dezember 1808–August 1810) ab 1809 mit Generalsekretär Schober
- Joseph Maria Piautatz (August 1810–Mai 1813) mit kurzer Unterbrechung mit demselben Generalsekretär
- Justus Leist (?) Generalsekretär des Leinedepartements mit ?

Den Distriktsrat zur Kontrolle der Steuerlisten bildeten die Herren Behrendes, Bessel, Bittner, Kessler, Nöcklein, Schwarz, Reiche, Wenzel, der ehemals preußische Steuerrat Louis Frédéric Villaret, ein Freiherr von Trotha und der ehemalige Kriegs- und Domänenrat und Publizisten Traugott Gotthilf Voigtel.
Friedensgerichte befanden sich in Glaucha, Wippra, Mansfeld, Leimbach, Gerbstedt, Polleben, Fienstedt, Helfta, Seeburg, Schraplau, Dieskau, Neumarkt, Oppin, Wettin, Lobejün, Cönnern, Alsleben, Eisleben, Endorf und Hettstedt. Die Stadt Halle hatte zwei Friedensgerichte.

## Kantonaleinteilung
Der Distrikt wurde am 24. Dezember 1807 in 18 Kantone eingeteilt, am 27. März 1808 kamen die vier Kantone Wippra, Eisleben, Endorf und Hettstedt noch dazu, sodass der Distrikt Halle ab 1808 22 Kantone mit 152 Gemeinden fasste:
| Kanton (Hauptort) | Kantonmaire                                                    | Einwohnerzahl | Fläche in mi² | zugehörige Orte |
| ----------------- | -------------------------------------------------------------- | ------------- | ------------- | --- |
| Halle             | Ludwig Carl Heinrich Streiber                                  | 15.201        | 0,14          | Stadt Halle |
| Alsleben          | Gottlob Heinrich Magnus von Wedel, auf Piesdorf und Beweringen | 4.075         | 1,19          | Alsleben, Stadt und Dorf, Zeitz, Belleben, Piesdorf mit Naundorf, Strenz, Nelben, Gnölbzig |
| Cönnern           | Johann August Friedrich Kleemann                               | 5.635         | 1,86          | Cönnern, Mitteledlau und Kirchedlau, Rothenburg, Löbnitz an der Linde, Garsena und Golbitz, Lependorf mit Trebitz und Bebitz, Cüstrena und Unter-Peißen, Neubeesen, Beesen an der Saale, Laublingen, Mukrena, Poplitz und Beesedau, Trebnitz und Möschwitz                                                        |
| Dieskau           | Hamich                                                         | 2.143         | 1,14          | Dieskau mit Bruckdorf, Lochau mit Pritschöna und Wesenitz, Großkugel, Gröbers und Schwoitsch, Osmünde und Gottenz, Benndorf mit Bennewitz und Proitz, Kleinkugel mit Zwintschöna und Canena |
| Fienstedt         | von Trotha                                                     | 2.813         | 2,59          | Fienstedt, Trebitz und Zaschwitz, Bennstedt, Gödewitz mit Pfützthal und Salzmünde, Benkendorf und Quillschina, Müllerdorf und Zappendorf, Eisdorf und (Neu-)Vitzenburg, Cöllme und Langenbogen, Teutschenthal (preuß. Anteil)                                                                                     |
| Gerbstedt         | Richter                                                        | 4.110         | 1,85          | Gerbstedt, Altgerbstedt, Zabenstedt, Adendorf mit Zabiz, Königswick, Rumpin, Ihlewiz mit Zöllewiz, Brucke mit Zickeriz, Thaldorf, Pfeifhausen, Friedeburg mit Straußdorf und Oeste |
| Glaucha           | Johann Friedrich Christian Düffer                              | 4.478         | 1,11          | Glaucha, Wörmlitz und Böllberg, Beesen an der Elster, Ammendorf und Planena, Radewell und Burg in der Aue, Döllnitz mit Osendorf |
| Halle-Land        | Gabriel Wilhelm Keferstein (?)                                 | 4.254         | 0,84          | Büschdorf mit Schönnewitz, Reideburg mit Krondorf und Sagisdorf, Diemitz mit Freienfelde, Zöberitz mit Peißen, Rabatz, Stichelsdorf, Hohenthurm mit Braschwitz, Plößnitz, Zscherben, Nietleben, Lieskau, Dölau, Schiepzig, Lettin, Kröllwitz                                                                      |
| Helfta            | Saalfeld                                                       | 3.700         | 2,13          | Helfta, Hedersleben, Dederstedt, Oberrißdorf, Erdeborn und Lüttgendorf, Hornburg und Holzzelle, Wolfrode und Bischofsrode |
| Leimbach          | Johannes Arnold Franz Ewald (?)                                | 3.218         | 0,79          | Leimbach, Burg Oerner, Groß-Örner, Siersleben mit Thondorf, Klostermansfeld, Molmeck, Rödgen |
| Löbejün           |                                                                | 4.474         | 1,35          | Löbejün mit der Mühle Gottgau, Krosigk mit Kaltenmark und Wieskau, Schlettau, Dalena mit Dornitz, Hohenedlau und Siegelitz, Domnitz und Jägerhaus, Nehlitz mit Höfen in den kursächsischen Orten Werben, Schrenz und Löbersdorf, Görzig, Juchsmühle, Petersberg, Nauendorf mit Merbitz, Geest                     |
| Mansfeld          |                                                                | 5.279         | 1,95          | Mansfeld (Immediatstadt), Creisfeld, Hergisdorf, Ahlsdorf, Ziegelrode, Vatterode, Gräfenstuhl, Benndorf mit Blumenrode, Annerode, Gorenzen, Piskaborn, Siebigerode, Möllendorf mit Wimmelrode |
| Neumarkt          |                                                                | 4.744         | 0,9           | Neumarkt, Trotha, Ober- und Untermaschwitz, Gutenberg mit Seeben, Sennewitz mit dem Wirtshaus "Dreckente", Groitsch, Deckeritzmühle, Giebichenstein mit Steinmühle, Mötzlich mit Tornau, Löbnitz mit Räthern, Lehndorf und Teicha                                                                                 |
| Oppin             |                                                                | 2.726         | 1,1           | Oppin mit Harsdorf, Inwenden und Pranitz, Niemberg, Schwerz und Spickendorf, Dammendorf mit Gödewitz und dem Gasthaus "Die Preußische Krone", Wurp mit Eismannsdorf und Hohen, Brachstedt, Exklave Spröda (im königlich-sächsischen Amt Delitzsch)                                                                |
| Polleben          |                                                                | 3.761         | 1,78          | Polleben, Helbra, Volkstedt, Burgsdorf mit Rottelsdorf, Elben mit Reidewitz und Freist, Augsdorf mit Helmsdorf und Hübitz, Heiligenthal mit Lochewitz und Bösenburg |
| Schraplau         |                                                                | 4.259         | 2,32          | Schraplau, Oberröblingen mit Unterröblingen, Wansleben mit Arnsdorf und Köchstedt, Asendorf und Dornstedt, Alberstedt, Schafsee, Oberesperstedt, Unteresperstedt, Steuden mit Etzdorf, Stedten |
| Seeburg           | Saalfeld                                                       | 3.488         | 2,04          | Seeburg mit Rollsdorf und Aseleben, Schochwitz mit Gorsleben, Wils und Krimpe, Höhnstedt, Raethern und Elbitz, Neehausen und Volkmaritz, Wormsleben und Unterrisdorf, Beesenstedt mit Zörnitz und Closchwitz, Nauendorf und Schwittersdorf                                                                        |
| Wettin            |                                                                | 5.482         | 1,41          | Wettin, Mücheln und Döblitz, Gimritz und Raunitz, Lettewitz und Görbitz, Morl und Möderau, Sylbitz und Priester, Dachritz mit Merkewitz, Wallwitz und Trebitz, Neutz mit Deutleben, Dößel mit Dobis und dem Wirtshaus "der Schachtberg", Brachwitz mit Friedrichsschwerz                                          |
| ab 1808           |                                                                |               |               | |
| Eisleben          |                                                                | 5.725         | 0,67          | Altstadt Eisleben mit Neuhelfta, dem Ober-Amt, dem Unter-Amt, der Nussbreite und mehreren Hüttenwerken, Neustadt Eisleben mit Klippe, Wimmelburg, Birkenvorwerk und den Mühlen |
| Endorf            |                                                                | 5.647         | 2,04          | Endorf, Welbsleben mit Meierei Pfersdorf, Arnstädt, Sylda, Harkerode mit Meierei Arnstein, Alterode, Ulzigerode, Stangerode, Bräunrode mit Hartwigerode und den Meiereien Willerode und Friedrichsrode, Greifenhagen mit Wernerode                                                                                |
| Hettstedt         |                                                                | 4.252         | 0,75          | Hettstedt mit Kupferberg, Saigerhütte, Kupferhammerhütte, Ritterode und der Meierei Molmeck, Walbeck mit Eisberg oder Meisberg, Oberwiederstedt |
| Wippra            |                                                                | 5.742         | 3,18          | Wippra mit den Meiereien Heyda und Popperode, Friesdorf mit den Weilern Rammelburg, Clauszoll und Biesenrode, Abberode mit den Weilern Hermerode, Steinbrücken und Ritzgerode, Königerode, Braunschwende, Rotha mit Horla, Hilkenschwende, Neuhaus und Paßbruch, Großleinungen mit dem Weiler Morungen, Dankerode |